# Alexandre Lagoya

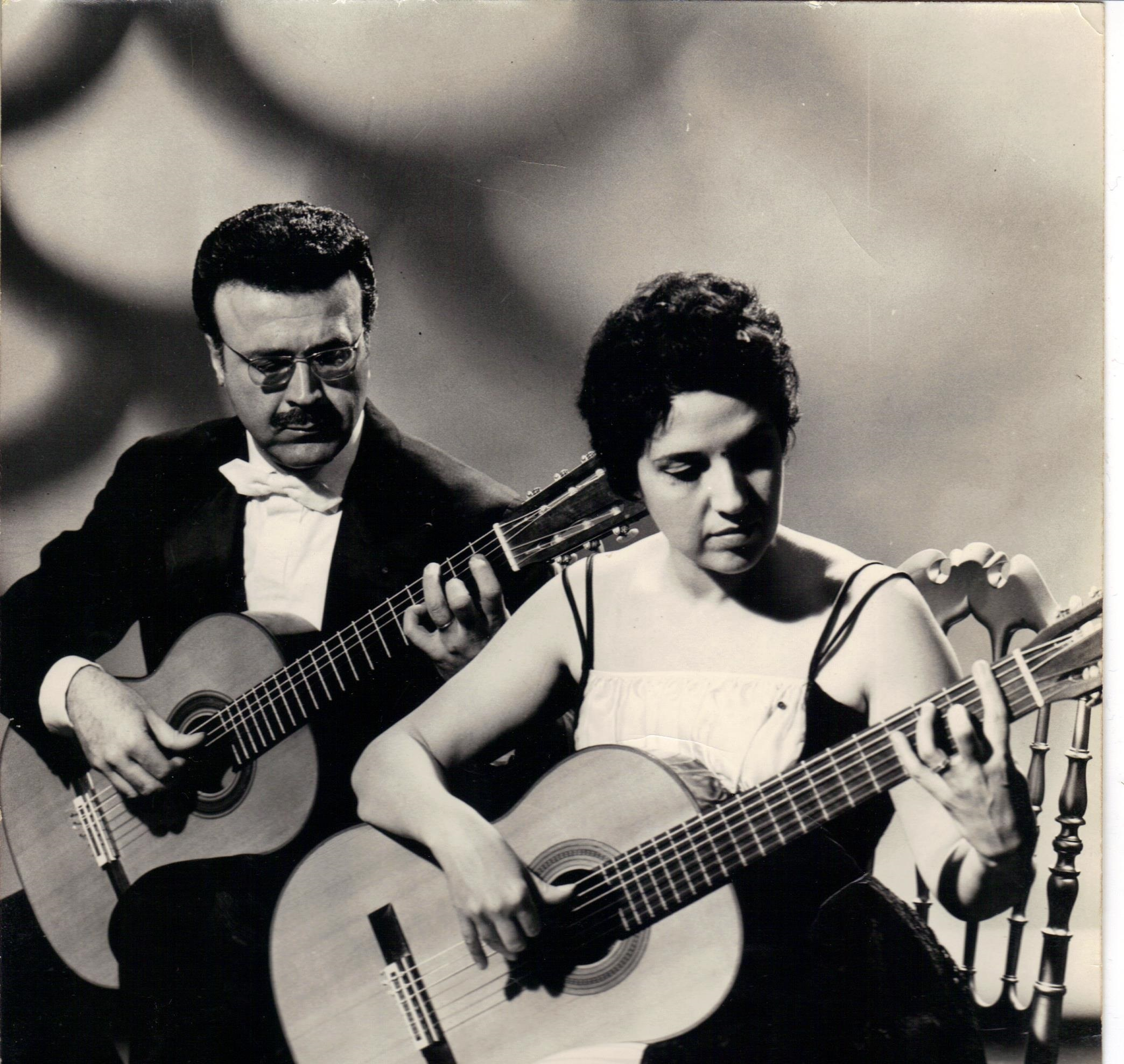
Alexandre Lagoya und Ida Presti

Alexandre Lagoya (* 29. Juni 1929 in Alexandria; † 24. August 1999 in Paris) war ein klassischer Gitarrist.
Der Sohn eines griechischen Vaters und einer italienischen Mutter hatte ab dem achten Lebensjahr Gitarrenunterricht, trat dreizehnjährig erstmals öffentlich auf und hatte bis zu seinem achtzehnten Lebensjahr etwa 500 Konzerte gespielt.
1940 ging er nach Siena, um bei Andrés Segovia zu studieren und übersiedelte dann nach Paris. Bei einem seiner ersten Konzerte dort lernte er die Gitarristin Ida Presti kennen, die ebenfalls eine Schülerin Segovias war. Er heiratete sie 1953 und trat mit ihr bis zu ihrem frühen Tod 1967 als weltbekanntes Gitarrenduo auf. Sie spielten u. a. die Uraufführungen von Mario Castelnuovo-Tedescos Les guitares bien tempérées, Joaquín Rodrigos Tonadilla und André Jolivets Sérénade pour deux guitares.
Nach Prestis Tod zog sich Lagoya fünf Jahre lang vom Konzertbetrieb zurück, bevor er seine Karriere als Gitarrensolist wieder aufnahm. Viele Komponisten schrieben jetzt Werke für ihn, so Henri Sauguet Trois Préludes, Jacques Charpentier das Concert no. 2, Jean-Michel Damase eine Ballade pour guitare et cordes und Claude Bolling sein Concerto pour guitare.
Daneben unterrichtete Lagoya Gitarre an der Schola Cantorum, gab im Sommer Meisterkurse an der Internationalen Musikakademie von Nizza und leitete ab 1969 die erste Klasse für Gitarre am Conservatoire de Paris. 1994 zog er sich von der Lehrtätigkeit zurück. Er spielte zahlreiche Platten als Solist ein, spielte im Duo mit Ida Presti und mit Musikern wie den Flötisten Jean-Pierre Rampal und James Galway, dem Geiger Isaac Stern und dem Jazzpianisten Claude Bolling, der auch für Lagoya komponierte, Jazz-Piano und Percussion komponiert hat, und trat in Rundfunk- und Fernsehsendungen auf. Seine bevorzugten Gitarren waren Instrumente von Hopf.
Alexandre Lagoya starb 1999 im Alter von 70 Jahren und wurde auf dem Cimetière communal von Montmorency, Département Val-d’Oise, an der Seite seiner Ehefrau Ida Presti beigesetzt.